# Campeonato Sul-Americano de Atletismo Juvenil de 2012
O Campeonato Sul-Americano de Atletismo Juvenil de 2012 foi a 21ª edição da competição de atletismo organizada pela CONSUDATLE, para atletas com até 18 anos, classificados como juvenil. O evento foi realizado no Parque General San Martín, em Mendoza, na Argentina, entre 26 e 27 de outubro de 2012. Contou com a presença de 317 atletas de 11 nacionalidades, sendo um atleta convidado da Costa Rica. O evento foi distribuído em 40 provas. 

## Medalhistas
Esses foram os resultados do campeonato. Resultados completos podem ser encontrados no site "World Junior Athletics History". 

### Masculino
| Evento                         | Ouro                                                                              | Ouro     | Prata                                                                      | Prata    | Bronze                                                                           | Bronze   |
| ------------------------------ | --------------------------------------------------------------------------------- | -------- | -------------------------------------------------------------------------- | -------- | -------------------------------------------------------------------------------- | -------- |
| 100 metros                     | Arturo Deliser (PAN)                                                              | 10.95    | Yeiker Mendoza (VEN)                                                       | 10.99    | Sebastian Acevedo (ARG)                                                          | 11.06    |
| 200 metros                     | Arturo Deliser (PAN)                                                              | 21.31    | Vitor dos Santos (BRA)                                                     | 21.49    | Jonatan Rodrigues (BRA)                                                          | 21.84    |
| 400 metros                     | William Landazury (COL)                                                           | 48.88    | Eudy Roberti (VEN)                                                         | 49.03    | Rafael Peres (BRA)                                                               | 49.08    |
| 800 metros                     | Jorge Collares (URU)                                                              | 1:51.69  | Marcello Marques (BRA)                                                     | 1:52.01  | Lucas Rodrigues (BRA)                                                            | 1:52.13  |
| 1 500 metros                   | Eric Pomaski (ARG)                                                                | 4:05.28  | Cristofer Jarpa (CHI)                                                      | 4:05.77  | Alexandre Barbosa (BRA)                                                          | 4:06.88  |
| 3 000 metros                   | Thiago André (BRA)                                                                | 8:34.47  | Camilo Aguillon (COL)                                                      | 8:43.04  | Victor da Silva (BRA)                                                            | 8:46.03  |
| 10 km marcha atlética          | Brayan Fuentes (COL)                                                              | 47:05.21 | Hiago Garcia (BRA)                                                         | 47:41.73 | Pablo Rodríguez (BOL)                                                            | 49:19.56 |
| 110 metros barreiras           | João Bento (BRA)                                                                  | 14.14    | Francisco López (CHI)                                                      | 14.42    | Daniel da Silva (BRA)                                                            | 14.54    |
| 400 metros barreiras           | Wilson Bello (VEN)                                                                | 52.62    | Alejandro Díaz (VEN)                                                       | 52.63    | Rafael Mello (BRA)                                                               | 52.63    |
| 2.000 metros com obstáculos    | Mateo Rossetto (ARG)                                                              | 6:07.55  | Felipe Rocha e Pinto (BRA)                                                 | 6:11.98  | Felipe Bastias (CHI)                                                             | 6:15.41  |
| 1.000 metros revezamento sueco | Brasil · Jonatan Rodrigues · Vitor dos Santos · Gabriel dos Santos · Rafael Peres | 1:55.50  | Venezuela · Diego Hernández · Yeiker Mendoza · Wilson Bello · Eudy Roberti | 1:55.98  | Chile · Camilo González · Francisco López · Rodrigo Mancilla · Nicolas Vironneau | 1:57.29  |
| Salto em altura                | Yohan Chaverra (COL)                                                              | 2.10     | Thiago Moura (BRA)                                                         | 2.07     | Daniel Cortés (COL)                                                              | 2.01     |
| Salto com vara                 | Matias Guerrero (CHI)                                                             | 4.40     | Leonardo dos Santos (BRA)                                                  | 4.10     | Nicolas Nascimento (BRA)                                                         | 4.10     |
| Salto em comprimento           | Gabriel Constantino (BRA)                                                         | 7.35     | Álvaro Cortez (CHI)                                                        | 7.32     | Diego Hernández (VEN)                                                            | 7.26     |
| Salto triplo                   | Mateus de Sá (BRA)                                                                | 15.26    | Álvaro Cortez (CHI)                                                        | 15.03    | Bruno de Souza (BRA)                                                             | 14.73    |
| Arremesso de peso              | Félipe Leal (BRA)                                                                 | 18.23    | Alesander Valencia (COL)                                                   | 18.08    | Rogerio de Sousa (BRA)                                                           | 17.97    |
| Lançamento de disco            | Giovanni Bonilla (CHI)                                                            | 57.00    | Félipe Leal (BRA)                                                          | 56.83    | Valdivino dos Santos (BRA)                                                       | 53.18    |
| Lançamento do martelo          | Joaquín Gómez (ARG)                                                               | 81.15    | Humberto Mansilla (CHI)                                                    | 66.61    | Gabriel Kehr (CHI)                                                               | 66.49    |
| Lançamento do dardo            | Alesander Valencia (COL)                                                          | 64.08    | Welington Morais (BRA)                                                     | 63.59    | Santiago de la Fuente (CHI)                                                      | 61.83    |
| Octatlo                        | Jefferson Santos (BRA)                                                            | 6141     | Andrés Sandoval (CHI)                                                      | 5673     | Alejandro Bregagnolo (ARG)                                                       | 5526     |

### Feminino
| Evento                         | Ouro                                                                            | Ouro     | Prata                                                                             | Prata    | Bronze                                                                 | Bronze   |
| ------------------------------ | ------------------------------------------------------------------------------- | -------- | --------------------------------------------------------------------------------- | -------- | ---------------------------------------------------------------------- | -------- |
| 100 metros                     | Tamiris de Liz (BRA)                                                            | 11.99    | Ingrid Barros (BRA)                                                               | 12.41    | Noelia Martínez (ARG)                                                  | 12.50    |
| 200 metros                     | Letícia de Souza (BRA)                                                          | 24.30    | Noelia Martínez (ARG)                                                             | 24.56    | Valeria Baron (ARG)                                                    | 24.94    |
| 400 metros                     | Melissa Torres (COL)                                                            | 55.20    | Diana Cruz (COL)                                                                  | 57.07    | Ester Melo (BRA)                                                       | 57.28    |
| 800 metros                     | Ana Silva (BRA)                                                                 | 2:12.60  | Pia Fernández (URU)                                                               | 2:13.64  | Laura Martínez (COL)                                                   | 2:14.22  |
| 1 500 metros                   | Marguie Ryvera (COL)                                                            | 4:37.58  | Carolina Lozano (ARG)                                                             | 4:43.33  | Karen Olivera (PER)                                                    | 4:44.55  |
| 3 000 metros                   | Evelyn Escobar (PER)                                                            | 10:09.88 | Sunilda Lozano (PER)                                                              | 10:14.14 | Nathalia Ramalho (BRA)                                                 | 10:18.75 |
| 5 km marcha atlética           | Stefany Coronado (BOL)                                                          | 25:16.33 | WWendy Romero (COL)                                                               | 26:13.87 | Amanda Carvalho (BRA)                                                  | 26:28.83 |
| 100 metros barreiras           | Génesis Romero (VEN)                                                            | 14.32    | Laís Rodrigues (BRA)                                                              | 14.61    | Diana Bazalar (PER)                                                    | 14.69    |
| 400 metros barreiras           | Cardonna Briannill (VEN)                                                        | 1:01.49  | Taina Pantoja (BRA)                                                               | 1:02.92  | Nina Policarpo (BRA)                                                   | 1:02.97  |
| 2.000 metros com obstáculos    | Zulema Arenas (PER)                                                             | 6:40.28  | Lucy Basilio (PER)                                                                | 7:08.69  | Thayna de Melo (BRA)                                                   | 7:14.77  |
| 1.000 metros revezamento sueco | Venezuela · Aries Sánchez · Jhoanmy Luque · Génesis Romero · Cardonna Briannill | 2:13.12  | Argentina · Aldana Pucharcos · Valeria Baron · Noelia Martínez · Fiorella Chiappe | 2:13.95  | Colômbia · Anyi García · Diana Cruz · Tatiana Sánchez · Melissa Torres | 2.15.03  |
| Salto em altura                | Ana de Oliveira (BRA)                                                           | 1.76     | Lorena Aires (URU)                                                                | 1.71     | Fiorella Chiappe (ARG)                                                 | 1.71     |
| Salto com vara                 | Noelina Madarieta (ARG)                                                         | 3.65     | Fernanda Carabias (CHI)                                                           | 3.50     | Juliana Campos (BRA)                                                   | 3.45     |
| Salto em comprimento           | Gabriele dos Santos (BRA)                                                       | 5.79     | Aries Sánchez (VEN)                                                               | 5.64     | Alejandra Arévalo (PER)                                                | 5.62     |
| Salto triplo                   | Ingrid Lira (BRA)                                                               | 12.54    | Gabriele dos Santos (BRA)                                                         | 12.51    | Ariana Gutiérrez (VEN)                                                 | 12.45    |
| Arremesso de peso              | Izabela da Silva (BRA)                                                          | 16.82    | Micaela Aranda Rocío (ARG)                                                        | 15.60    | Jéssica Almeida (BRA)                                                  | 14.71    |
| Lançamento de disco            | Izabela da Silva (BRA)                                                          | 47.19    | Micaela Aranda Rocío (ARG)                                                        | 46.70    | Sofía Bausero (URU)                                                    | 42.16    |
| Lançamento do martelo          | Ana Vásquez (PER)                                                               | 61.19    | Marcela Restrepo (COL)                                                            | 55.03    | Araceli Montivero (ARG)                                                | 54.48    |
| Lançamento do dardo            | Laura Paredes (PAR)                                                             | 45.81    | Noelia Rodrigues (BRA)                                                            | 44.59    | Rubenglismar Figueroa (VEN)                                            | 44.05    |
| Heptatlo                       | Leonela Graciani (ARG)                                                          | 5090     | Kimberly Kuprewicz (ARG)                                                          | 4836     | Daiane Rohveder (BRA)                                                  | 4444     |

## Quadro de medalhas (não oficial)
A contagem de medalhas foi publicada. 
| Ordem | País      | Medalha de ouro | Medalha de prata | Medalha de bronze | Total |
| ----- | --------- | --------------- | ---------------- | ----------------- | ----- |
| 1     | Brasil    | 15              | 13               | 19                | 47    |
| 2     | Colômbia  | 6               | 5                | 3                 | 14    |
| 3     | Argentina | 5               | 6                | 6                 | 17    |
| 4     | Venezuela | 4               | 5                | 3                 | 12    |
| 5     | Peru      | 3               | 2                | 3                 | 8     |
| 6     | Chile     | 2               | 7                | 4                 | 13    |
| 7     | Panamá    | 2               | 0                | 0                 | 2     |
| 8     | Uruguai   | 1               | 2                | 1                 | 4     |
| 9     | Bolívia   | 1               | 0                | 1                 | 2     |
| 10    | Paraguai  | 1               | 0                | 0                 | 1     |

## Troféus da equipe
O Brasil ganhou os troféus da equipe nas três categorias. 
| Posição           | Nacionalidade | Pontos |
| ----------------- | ------------- | ------ |
| Medalha de ouro   | Brasil        | 372    |
| Medalha de prata  | Argentina     | 184.5  |
| Medalha de bronze | Chile         | 158    |
| 4                 | Colômbia      | 125    |
| 5                 | Venezuela     | 121.5  |
| 6                 | Peru          | 82.5   |
| 7                 | Uruguai       | 40     |
| 8                 | Panamá        | 23     |
| 9                 | Bolívia       | 19     |
| 10                | Paraguai      | 11     |

| Posição           | Nacionalidade | Pontos |
| ----------------- | ------------- | ------ |
| Medalha de ouro   | Brasil        | 195    |
| Medalha de prata  | Chile         | 115    |
| Medalha de bronze | Argentina     | 77.5   |
| 4                 | Colômbia      | 66     |
| 5                 | Venezuela     | 58.5   |
| 6                 | Panamá        | 21     |
| 7                 | Uruguai       | 16     |
| 8                 | Peru          | 12.5   |
| 9                 | Bolívia       | 6      |
| 10                | Paraguai      | 1      |

| Posição           | Nacionalidade | Pontos |
| ----------------- | ------------- | ------ |
| Medalha de ouro   | Brasil        | 177    |
| Medalha de prata  | Argentina     | 107    |
| Medalha de bronze | Peru          | 70     |
| 4                 | Venezuela     | 63     |
| 5                 | Colômbia      | 59     |
| 6                 | Chile         | 43     |
| 7                 | Uruguai       | 24     |
| 8                 | Bolívia       | 13     |
| 9                 | Paraguai      | 10     |
| 10                | Panamá        | 2      |

## Participantes (não oficial)
Diferentes números foram publicados. Uma fonte anuncia 317 atletas de 11 países, incluindo 1 atleta da Costa Rica convidado como nação convidada.   Uma outra contagem não oficial produziu o número de cerca de 308 atletas (incluindo 1 atleta da Costa Rica como convidado) na lista inicial. A seguir, os números entre parênteses se referem a (atletas na lista de atletas / atletas publicados na lista de início): Lista detalhada dos resultados podem ser encontradas no site "World Junior Athletics History" 
| - Argentina (65/61) - Bolívia (9) - Brasil (69) - Chile (60/59) | - Colômbia (21) - Panamá (7) - Paraguai (5) | - Peru (29) - Uruguai (31/27) - Venezuela (20) - Costa Rica (1) Nação convidada |